# Alexander Agricola
Alexander Agricola (1445 ou 1446 – 15 de Agosto de 1506) foi um compositor franco-flamengo da música do Renascimento.  

## Vida
Nascido Alexandre Ackerman, filho ilegítimo de uma rica negociante holandesa, Agricola foi um compositor internacionalmente popular na década de 1490. Trabalhou em cortes e igrejas na Itália, França e Países Baixos, sendo tão requisitado que podia ditar sua remuneração. Tecnicamente, suas missas e motetos sacros, canções seculares e peças instrumentais - influenciadas por Johannes Ockeghem - são típicos da época, mas o caráter intenso e agitado de sua música era descrito por alguns contemporâneos como "louco e estranho". Pertencia à primeira geração de cantores virtuoses que se tornaram compositores bem-sucedidos ao explorar o novo gênero ao lado do compositor florentino Jacopo Peri. Após trocar Roma pela cidade cultural de Florença, a carreira de Caccini foi financiada pela rica família Médici. Ali, tornou-se membro da Camerata do mecenas Giovannni Bardi, grupo de intelectuais amantes da Grécia Antiga. Num casamento entre membros das famílias Médici e d'Este, Caccino foi contratado como cantor e paramentado como anjo, parte de uma elaborada performance mecanizada. Em suas canções, desenvolveu o estilo monódico que viria a ser um pilar da era barroca.

## Gravações
- Désir D'aymer. Love Lyrics Around 1500: From Flanders To Italy, Capilla Flamenca, 2007 (Eufoda 1369).